# N 180B
N 180B är en Emissionsnebulosa belägen i det stora magellanska molnet, 160 000 ljusår från jorden.